# Hermann Behr (Politiker)
Hermann August Behr (* 27. März 1821 in Schleiz; † 3. Juli 1879 ebenda) war ein deutscher Arzt und Politiker.

## Leben
Behr war der Sohn des Archidiaconus Heinrich Gottlob Behr in Schleiz und dessen Ehefrau Wilhelmine Louise geborene von Geldern-Crispendorf. Er war evangelisch-lutherischer Konfession und heiratete am 1. September 1859 in Seubtendorf Marie Müller (* 23. Oktober 1835 in Seubtendorf; † 2. Oktober 1900 in Untermhaus), die Tochter des Pfarrers Friedrich August Müller in Seubtendorf. Gustav Behr war ein Bruder, Gustav Knoch und Karl Zeuner sind Schwäger.
Behr besuchte das Gymnasiums "Rutheneum" in Schleiz eingeschult wurde. Nach dem Abitur Ostern 1841 studierte er Medizin und wurde zum Dr. med. promoviert. Er lebte als praktischer Arzt in Tanna und ab 1871 in Schleiz. Am 9. Juni 1874 erlitt er einen Schlaganfall und war bis zu seinem Tod schwerstbehindert.
Vom 20. Februar 1856 bis 1857 war er Abgeordneter im Landtag Reuß jüngerer Linie.